# Luv 4 Luv
Luv 4 Luv is een nummer van de Amerikaanse zangeres Robin S uit 1993. Het is de tweede single van haar debuutalbum Show Me Love.
Het nummer was de opvolger van de monsterhit Show Me Love. "Luv 4 Luv" werd eveneens een wereldwijde hit, maar het succes van de voorganger werd nergens geëvenaard. Zo bereikte het een bescheiden 53e positie in de Amerikaanse Billboard Hot 100. In de Nederlandse Top 40 haalde het nummer de 4e positie, en in de Vlaamse Radio 2 Top 30 de 7e.